# John Greco
John Patrick Greco (Ravenna, 24 marzo 1985) è un ex giocatore di football americano statunitense che ha militato nel ruolo di offensive guard nella National Football League (NFL). Al college ha giocato a football a Toledo.

## Carriera

### St. Louis Rams
Greco fu scelto nel corso del terzo giro del Draft NFL 2008 (65º assoluto) dai St. Louis Rams. Il 12 giugno 2008 firmò un contratto triennale del valore di 1,794 milioni di dollari coi Rams, inclusi 644.000 dollari di bonus alla firma. Trascorse la sua stagione da rookie come riserva, partendo titolare in una sola partita a causa degli infortuni.

### Cleveland Browns
Dopo tre anni, Greco fu scambiato con i Cleveland Browns. Dopo un 2011 passato come riserva, nella seconda parte della stagione 2012 divenne stabilmente titolare della squadra.